# Sādāt Tavāher
Sādāt Tavāher (persiska: سادات تواهر, Sādāt) är en ort i Iran.   Den ligger i provinsen Khuzestan, i den centrala delen av landet, 500 km sydväst om huvudstaden Teheran. Sādāt Tavāher ligger 32 meter över havet och antalet invånare är 435.
Terrängen runt Sādāt Tavāher är mycket platt. Runt Sādāt Tavāher är det ganska tätbefolkat, med 144 invånare per kvadratkilometer. Närmaste större samhälle är Ḩalāf-e Yek, 11,5 km söder om Sādāt Tavāher. Omgivningarna runt Sādāt Tavāher är i huvudsak ett öppet busklandskap.